# 细苞虫实
细苞虫实（学名：Corispermum stenolepis）为苋科虫实属的植物，是中国的特有植物。分布于中国大陆的辽宁等地，生长于海拔350米至700米的地区，多生于河滩以及固定沙丘上，目前尚未由人工引种栽培。

## 异名
- Corispermum stenolepis Kitag. var. psilocarpum Kitag.